# Lúcio Postúmio Albino (cônsul em 173 a.C.)
Lúcio Postúmio Albino (em latim: Lucius Postumius Albinus) foi um político da gente Postúmia da República Romana eleito cônsul em 173 a.C. com Marco Popílio Lenas. Era neto de Aulo Postúmio Albino, cônsul em 242 a.C.. Provavelmente era irmão do cônsul em 180 a.C., Aulo Postúmio Albino Lusco, e do cônsul no ano anterior, Espúrio Postúmio Albino Paululo, além de pai do cônsul em 154 a.C., Lúcio Postúmio Albino.

## Primeiros anos
Albino foi eleito pretor em 180 a.C. na Hispânia Ulterior e propretor no ano seguinte. Depois de conquistar os váceos e lusitanos, retornou a Roma, em 178 a.C., e celebrou um triunfo.

## Consulado (173 a.C.)
Foi eleito cônsul em 173 a.C. com Marco Popílio Lenas e ambos receberam a Ligúria como província consular. Albino, porém, foi enviado antes para a Campânia para expulsar os grandes proprietários de terras das terras públicas, o que lhe tomou todo o verão e impediu que ele seguisse até sua província. Foi o primeiro magistrado romano a taxar os aliados latinos enquanto atravessava seus territórios. O festival da Florália, que havia sido descontinuado, foi restaurado em seu mandato.

## Anos finais
Em 171 a.C., foi um dos embaixadores enviados até Masinissa e os cartagineses para conseguir tropas para a Terceira Guerra Macedônica contra Perseu da Macedônia. Dois anos depois, concorreu, sem sucesso, ao censorado. No ano seguinte, serviu sob o comando de Lúcio Emílio Paulo na Macedônia e comandou uma das legiões na batalha final contra Perseu. Durante a guerra, foi enviado para saquear a cidade de Ênias (em latim: Aeniae).
Albino sofreu com as provocações de Catão, o Velho, quando tentou escrever um livro de história em grego no qual se desculpava, no prefácio, pelo seu parco domínio da língua enquanto, ao mesmo tempo, revelava sua adulação completa ao helenismo.